# Кулигинский район
Кулигинский район — административно-территориальная единица в составе Удмуртской АССР, существовавшая в 1935—1956 годах. Административный центр — село Кулига.

## Население
По данным переписи населения 1939 года в Кулигинском районе проживало 18 624 чел., в том числе удмурты — 51,2 % и русские — 47,4 %.

## История
Кулигинский район был образован 23 января 1935 года из части территории Кезского и Карсовайского районов. В состав района первоначально вошли 10 сельсоветов: Гыинский, Ефимятский, Кулигинский, Лып-Булатовский, Медьминский, Мысовский, Саватятский, Таненский, Тименский и Ю-Тольенский.
22 февраля 1935 года было решено переименовать Кулигинский район в Камский, а село Кулигу — в Камское, однако это решение не было претворено в жизнь.
11 августа 1953 года было решено присоединить Мысовский с/с к Кулигинскому, Лып-Булатовский — к Ю-Тольенскому, а Медьминский — к Гыинскому, однако фактически был упразднён только Медьминский с/с.
3 ноября 1955 года Таненский с/с был передан в Кезский район.
27 ноября 1956 года Кулигинский район был упразднён. При этом Ефимятский, Саватятский и Тименский с/с были переданы в Карсовайский район, а Гыинский, Кулигинский, Лып-Булатовский, Мысовский и Ю-Тольенский — в Кезский район.